# Baaghi
Baaghi er en indisk film fra 1990 af Deepak Shivdasani.

## Medvirkende
- Salman Khan som Saajan Sood
- Nagma som Kaajal
- Shakti Kapoor som Dhanraj
- Kiran Kumar som D.N. Sood
- Bharat Bhushan
- Asha Sharma